# Mauzoleum Momine Chatun
Mauzoleum Momine Chatun (aze. Möminə Xatun türbəsi) – mauzoleum znajdujące się w Nachiczewanie, stolicy Nachiczewańskiej Republiki Autonomicznej w Azerbejdżanie. Jest jedną z najbardziej charakterystycznych budowli miasta. Stoi w centrum miasta w parku imienia Momine Chatun.
30 września 1998 obiekt (wraz z trzema innymi mauzoleami) został umieszczony na azerskiej liście oczekujących na nominację do wpisania na Listę Światowego Dziedzictwa UNESCO.
Budowla wzniesiona została w latach 1186–1187 na polecenie atabega Eldiguzydów Mohammada Dżahana Pahlawaniego, który zapragnął w ten sposób uhonorować swoją żonę Momine Chatun. Pod względem genezy obiekt może więc nasuwać skojarzenia z Tadź Mahalem. Pracami budowlanymi kierował architekt Adżemi ibn Bekr, ten sam który 25 lat wcześniej wybudował leżące niedaleko Mauzoleum Jusufa ibn Kusejra. Początkowo na miejscu istniała także medresa oraz meczet, a do całego kompleksu prowadziła ozdobna brama ze smukłymi wieżyczkami (współczesna wygląda nieco inaczej). Uważa się, iż Adżemi ibn Bekr zaprojektował nie tylko mauzoleum, ale cały kompleks. Styl Nachiczewanu różnił się od stylu Szyrwanu (panującym na Półwyspie Apszerońskim) w wykorzystaniu cegły jako podstawowego materiału budowlanego i stosowaniu do dekoracji kolorowych, zwłaszcza turkusowych emaliowanych płytek.
Obiekt był rekonstruowany w latach 1999–2003 w ramach Projektu Wspierania Dziedzictwa Kulturowego Azerbejdżanu (1999–2010) z funduszy Banku Światowego.
Mauzoleum ma postać dziesięciokątnej wieży o wysokości 25 m (niegdyś 34 m). Wnętrze jest okrągłe i ozdobione jedynie czterema owalnymi medalionami. Grób Momine Chatun znajduje się pod mauzoleum, jednak nie ma do niego dostępu. Boki mauzoleum zdobią inskrypcje w piśmie kufickim oraz ornamenty roślinne. Każda strona ma własną ornamentykę. Umieszczony na mauzoleum napis wyraża stosunek jego twórcy do sztuki: „My odchodzimy, świat pozostaje. My umrzemy, pozostanie pamięć”.

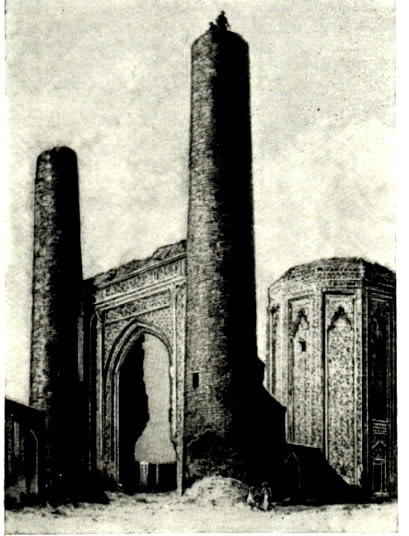
Stara ozdobna brama i mauzoleum na rycinie
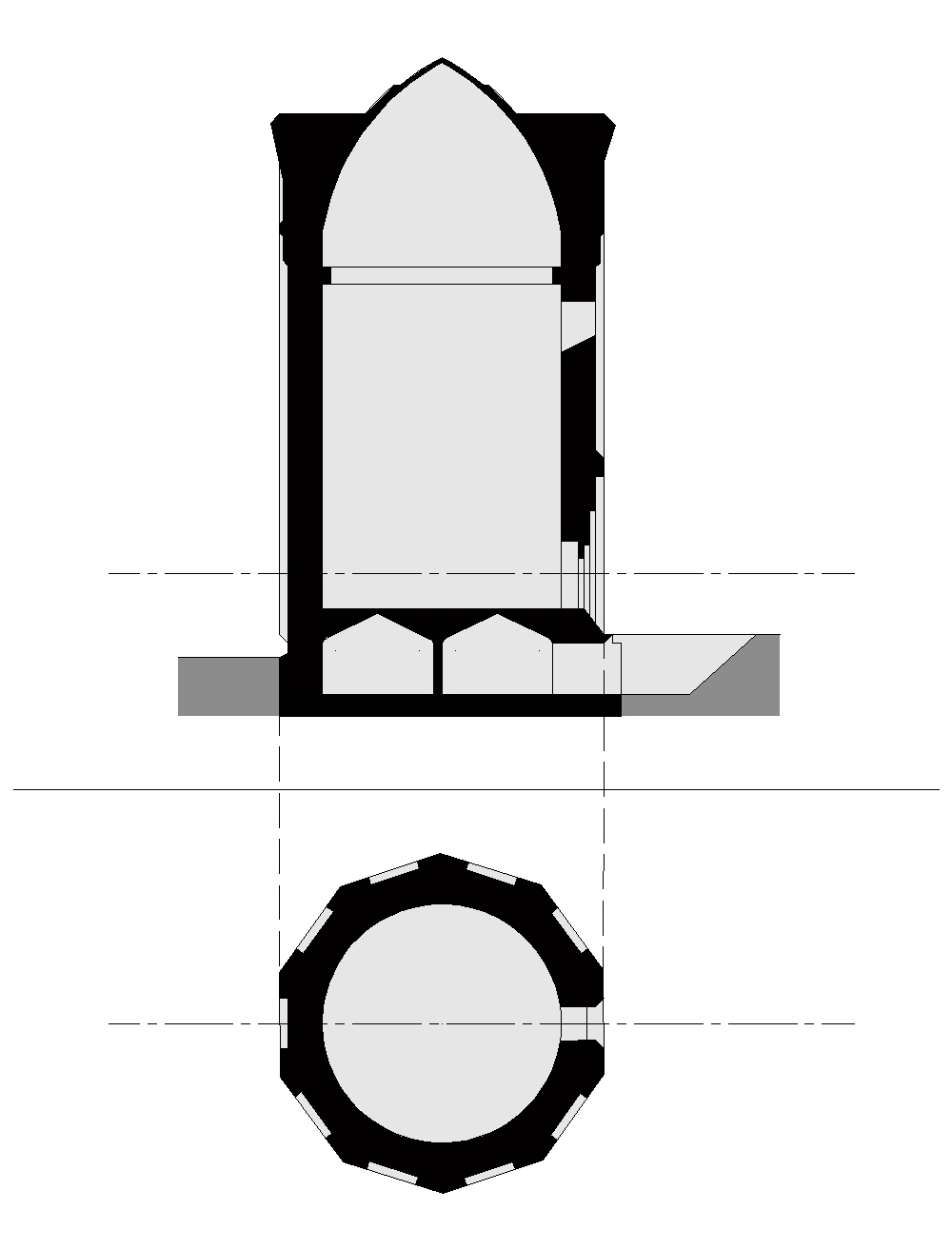
Przekrój mauzoleum
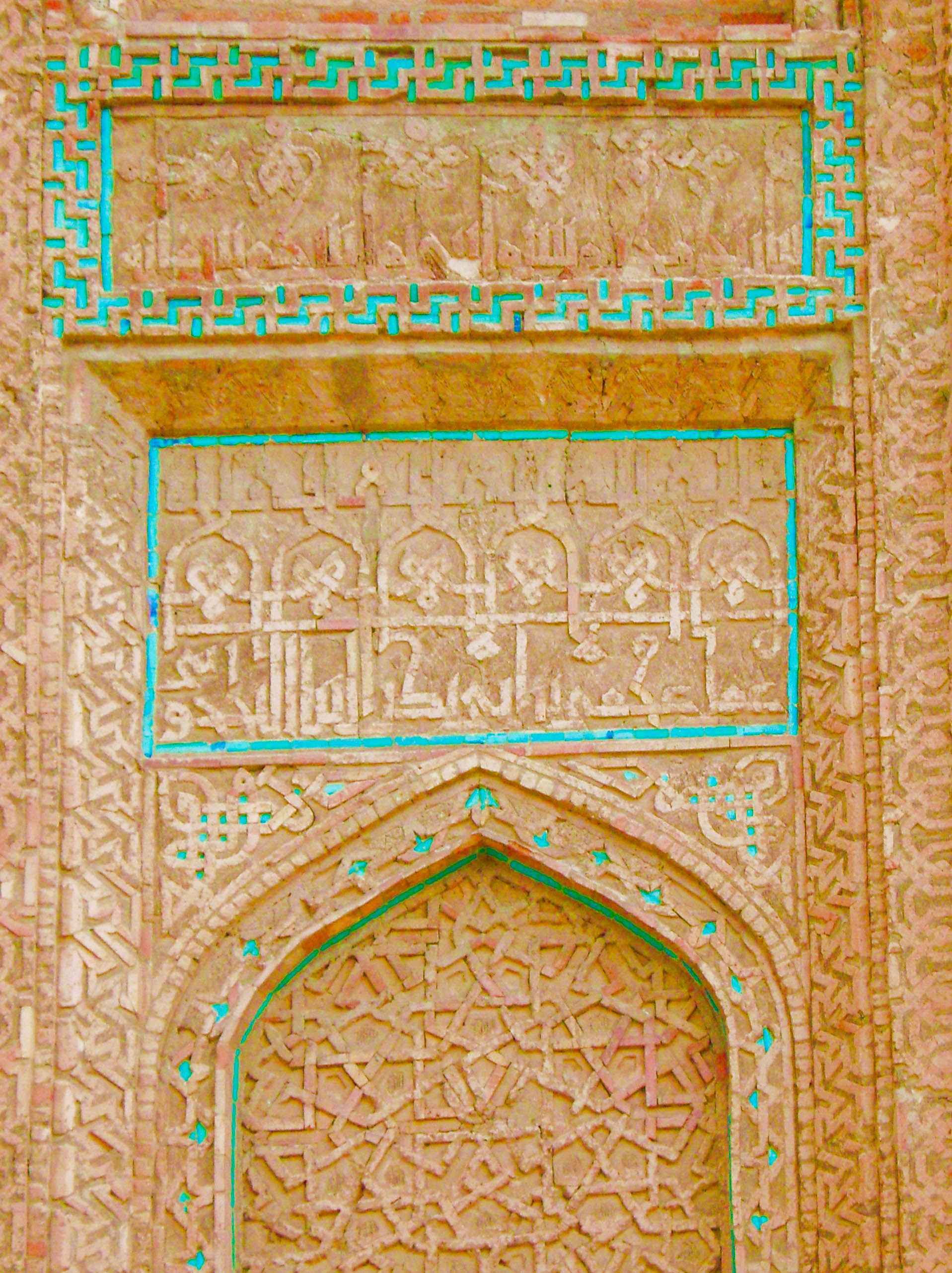
Detale architektoniczne fasady
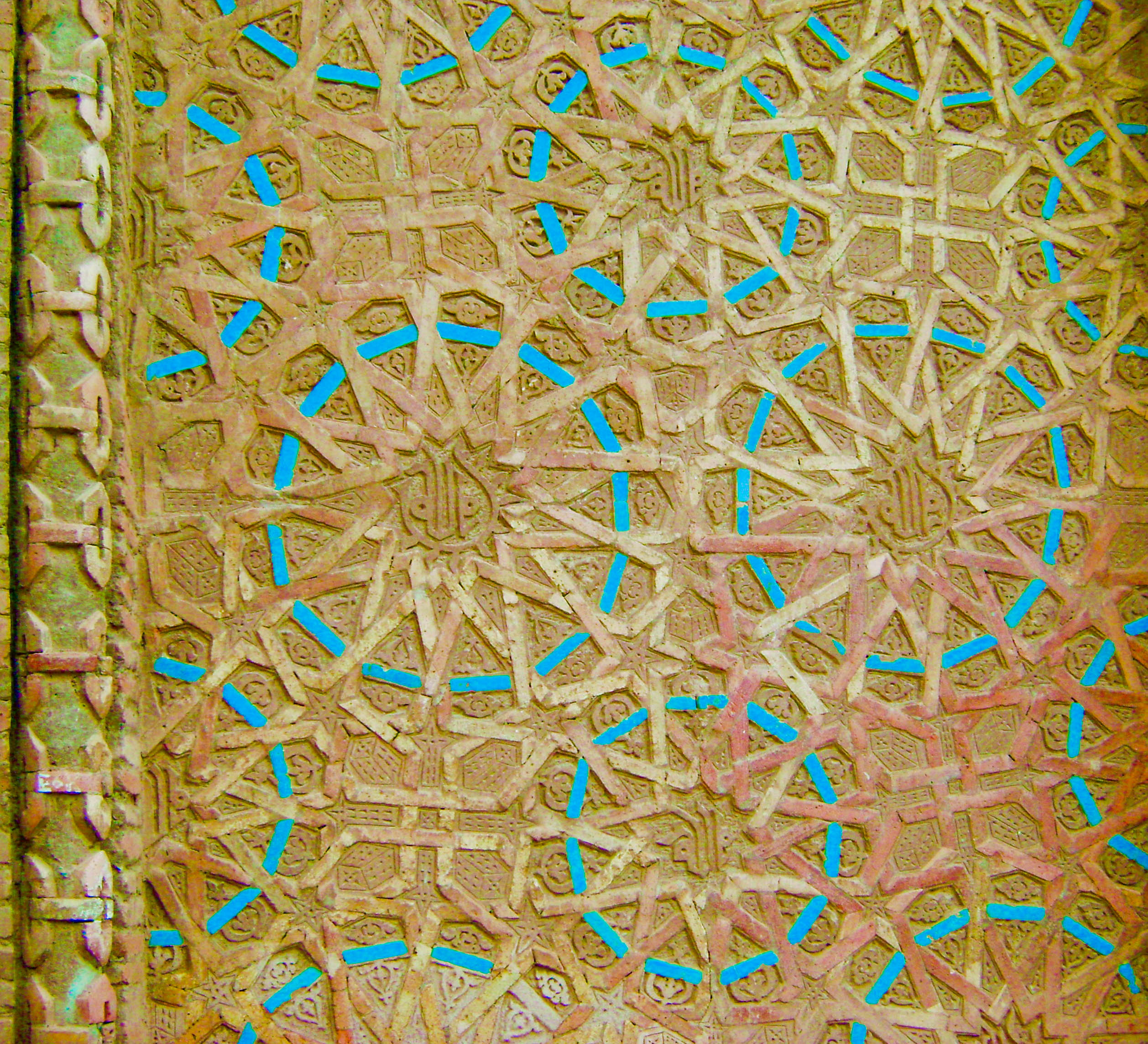
Detale architektoniczne fasady